# Проничев Володимир Єгорович
Володимир Єгорович Проничєв (нар. 1 березня 1953, Мелітополь) — діяч російських спецслужб, керівник Прикордонної служби ФСБ Росії (2003—2013), генерал армії (2005). Герой Російської Федерації (2002).

## Біографія
Народився у місті Мелітополь Запорізької області Української РСР.
У 1968 році вступив до комсомолу.
Член КПРС до листопада 1991 року.
Дочка — Катерина, очолювала ВДНГ з 2015 по 2018 роки.

### У прикордонних військах
На військовій службі з 1970 року. У 1974 році закінчив Алма-Атинське вище прикордонне командне училище КДБ при Раді Міністрів СРСР імені Ф. Е. Дзержинського. Потім служив у прикордонних військах Закавказького, Східного та Північно-Західного прикордонних округів.
У 1981 році закінчив Військову академію імені М. В. Фрунзе. У 1986—1989 роках брав участь в Афганській війні.
З вересня 1993 — заступник командувача Північно-Західним прикордонним округом — начальник Оперативної групи (м. Петрозаводськ). З березня 1994 — заступник командувача військами прикордонного округу — начальник оперативно-військового відділу (з місцем дислокації в Петрозаводську) Північно-Західного прикордонного округу.

### В органах ФСБ
У 1994 призначений начальником Управління ФСК (з 1995 — ФСБ) Росії по Республіці Карелія, змінивши на цій посаді Миколу Патрушева.
Із 1996 року — у центральному апараті Федеральної служби безпеки Російської Федерації. У 1998 призначений заступником директора ФСБ — начальником Департаменту по боротьбі з тероризмом ФСБ Росії. У 1999 році призначений начальником Департаменту захисту конституційного ладу і боротьби з тероризмом і першим заступником директора Федеральної служби безпеки Російської Федерації.

### Норд-Ост
За масового захоплення чеченськими терористами заручників у театральному центрі на Дубровці 23-26 жовтня 2002 року у Москві (див. Терористичний акт на Дубровці), Проничєв був включений до оперативного штабу зі звільнення заручників і був одним із його керівників. Під час проведення силової частини операції знищено всіх терористів, не допущено підрив численних вибухових пристроїв у залі та «поясів шахідів» на їхніх тілах. Водночас оперативний штаб не зумів запобігти значним людським жертвам. Усипляючий газ справив надмірно вплив на виснажених фізично і морально людей, не була налагоджена оперативна евакуація постраждалих у лікарні, лікарям не повідомлялися дані про усипляючий газ та антидот, унаслідок чого вони не могли надавати необхідну в даній ситуації медичну допомогу, місця в лікарнях для заручників не були підготовлені. Вина за ці недоліки повністю лягає на керівництво оперативного штабу спецоперації, зокрема персонально на Проничєва. Проте «закритим» указом Президента РФ В.Путіна, генерал-полковнику Проничєву у 2003 (за іншими даними в грудні 2002 року) присвоєно звання Герой Російської Федерації, що викликало негативну реакцію в суспільстві.

### На чолі прикордонної служби
11 березня 2003 року указом Президента РФ було скасовано Федеральну прикордонну службу Російської Федерації. На її основі була створена Прикордонна служба Федеральної служби безпеки Російської Федерації, керівником якої 1 липня 2003 призначений Володимир Проничєв (з 11 березня 2003 був тимчасово виконуючим обов'язки директора ФПС Росії). Указом Президента РФ В. В. Путіна від 9 травня 2005 року Проничєву Володимиру Єгоровичу присвоєно військове звання генерал армії.
Член Морської колегії при Уряді Російської Федерації з жовтня 2003 року. Член Ради безпеки Російської Федерації з 2004 року. Голова Ради командувачів прикордонних військ країн-учасниць Співдружності Незалежних Держав із вересня 2003 р. Голова Громадсько-державної організації «Всеросійське фізкультурно-спортивне товариство „Динамо“».
У березні 2013 року звільнений з посади директора Прикордонної служби ФСБ Росії та звільнений з військової служби з досягненням граничного віку.
Голова Центральної Ради ВФСТ «Динамо» (з 2000 по серпень 2016 року). З вересня 2015 — член ради директорів, а з травня по листопад 2016 — голова ради директорів футбольного клубу «Динамо» (Москва).

## Звання
- генерал-майор (30 березня 1994 року)[8]
- генерал-лейтенант
- генерал-полковник
- генерал армії (9 травня 2005 року)

## Нагороди та почесні звання
- Герой Російської Федерації (2002)
- Орден «За заслуги перед Вітчизною» ІІ ступеня
- Орден «За заслуги перед Батьківщиною» ІІІ ступеня
- Орден «За заслуги перед Батьківщиною» IV ступеня
- Орден Червоного Прапора
- Орден Червоної Зірки
- Орден «За службу Батьківщині у Збройних Силах СРСР» ІІІ ступеня
- «Заслужений співробітник органів безпеки Російської Федерації» (2000)
- Медаль «За відмінність в охороні державного кордону СРСР»
- Почесний громадянин Республіки Карелія (2006)[9]
- Орден «Алгис» («Подяка») (6 березня 2013, Казахстанський митрополичий округ)[10]